# Leninskij rajon (Oblast' di Tula)
Il Leninskij rajon (in russo Ленинский район?) è un rajon dell'Oblast' di Tula, in Russia, il cui capoluogo è Leninskij. Istituito nel 1939, ricopre una superficie di 1.351,21 chilometri quadrati.